# Медаль імені Макса Планка
Медаль імені Макса Планка (нім. Max-Planck-Medaille) — нагорода за видатні досягнення у теоретичній фізиці яку присуджує Німецьке фізичне товариство (нім. Deutsche Physikalische Gesellschaft) щорічно з 1929 року (за винятком декількох років). Нагороду названо на честь німецького фізика-теоретика Макса Планка. Переможець отримує золоту медаль з портретом Макса Планка і сертифікат.
В 1943 році в ливарний цех Берліна потрапила бомба і виробництво медалі для Фрідріха Гунда було відтерміноване. Виконавча рада німецького фізичного товариства вирішила виробити медаль з іншого металу, а пізніше замінити її на золоту.

## Список лауреатів
- 1929 — Макс Планк і Альберт Ейнштейн
- 1930 — Нільс Бор
- 1931 — Арнольд Зоммерфельд
- 1932 — Макс фон Лауе
- 1933 — Вернер Гейзенберг
- 1934 — 1936 не присуджувалась
- 1937 — Ервін Шредінгер
- 1938 — Луї де Бройль
- 1939 — 1941 не присуджувалась
- 1942 — Паскуаль Йордан
- 1943 — Фрідріх Гунд
- 1944 — Вальтер Коссель
- 1945 — 1947 не присуджувалась
- 1948 — Макс Борн
- 1949 — Отто Ган і Ліза Майтнер
- 1950 — Петер Дебай
- 1951 — Джеймс Франк і Густав Людвіг Герц
- 1952 — Поль Дірак
- 1953 — Вальтер Боте
- 1954 — Енріко Фермі
- 1955 — Ганс Бете
- 1956 — Віктор Фредерік Вайскопф
- 1957 — Карл фон Вайцзеккер
- 1958 — Вольфганг Паулі
- 1959 — Оскар Клейн
- 1960 — Ландау Лев Давидович
- 1961 — Юджин Пол Вігнер
- 1962 — Ральф Кроніг
- 1963 — Рудольф Пайєрлс
- 1964 — Самуель Аврам Гоудсміт і Джордж Уленбек
- 1965 не присуджувалась
- 1966 — Герхарт Людерс
- 1967 — Гаррі Леман
- 1968 — Вальтер Гайтлер
- 1969 — Фрімен Дайсон
- 1970 — Рудольф Хаг
- 1971 не присуджувалась
- 1972 — Герберт Фроліх
- 1973 — Микола Боголюбов
- 1974 — Леон ван Хов
- 1975 — Грегор Вентзель
- 1976 — Ернст Штюкельберг
- 1977 — Вальтер Тіррінґ
- 1978 — Пауль Петер Евальд
- 1979 — Маркус Фріц
- 1980 не присуджувалась
- 1981 — Курт Симанзік
- 1982 — Ганс-Арвед Вейденмюллер
- 1983 — Ніколас Кеммер
- 1984 — Рес Йост
- 1985 — Йоїтіро Намбу
- 1986 — Франц Вегнер
- 1987 — Юліус Весс
- 1988 — Валентин Баргмен
- 1989 — Бруно Зуміно
- 1990 — Герман Хакен
- 1991 — Вольфхарт Зіммерман
- 1992 — Елліот Ліб
- 1993 — Курт Біндер
- 1994 — Ганс-Юрген Борчерс
- 1995 — Зігфрайд Гросман
- 1996 — Людвіг Фаддеєв
- 1997 — Геральд Браун[en]
- 1998 — Реймонд Стора
- 1999 — Пьєр Хоенберг
- 2000 — Мартін Лючер
- 2001 — Юрг Фройліх
- 2002 — Юрген Ейлерс
- 2003 — Мартін Гутцвіллер
- 2004 — Клаус Хепп
- 2005 — Петер Цоллер
- 2006 — Вольфганг Готце
- 2007 — Джоел Лебовіц
- 2008 — Детлев Бучольлц
- 2009 — Роберт Грехем
- 2010 — Дейтер Волхарт
- 2011 — Джорджо Паризі
- 2012 — Мартін Зірнбаєр
- 2013 — Вернер Нам
- 2014 — Девід Руелль
- 2015 — Вячеслав Муханов
- 2016 — Герберт Вагнер
- 2017 — Герберт Спон
- 2018 — Хуан Іґнасіо Сірак
- 2019 — Детлеф Лозе
- 2020 — Анджей Бурас[en]
- 2021 — Олександр Поляков[en]
- 2022 — Аннет Зіппеліус[en]
- 2023 — Рашид Сюняєв
- 2024 — Ервін Фрай[de]